# Masasi (valiato)
Masasi es un valiato de Tanzania perteneciente a la región de Mtwara. Su centro administrativo es la ciudad homónima, que no forma parte del valiato y es una ciudad directamente subordinada a la región.
En 2012, el valiato tenía una población de 247 993 habitantes.
El valiato comprende las afueras septentrionales y surorientales de la ciudad de Masasi, estando dividido en dos partes separadas por dicha ciudad. La parte septentrional es limítrofe con la región de Lindi, mientras que la parte meridional es fronteriza con Mozambique, marcando la frontera el río Rovuma.

## Subdivisiones
Comprende 22 katas:
- Chigugu
- Chikolopola
- Chiungutwa
- Chiwale
- Chiwata
- Lipumburu
- Lukuledi
- Lulindi
- Mbuyuni
- Mchauru
- Mkululu
- Mkundi
- Mlingula
- Mnavira
- Mpanyani
- Mwena
- Namajani
- Namalenga
- Namatutwe
- Nanganga
- Nanjota
- Sindano